# Parbati (Berg)
Der Parbati ist ein Berg im Westhimalaya im indischen Bundesstaat Himachal Pradesh.
Der Berg trägt den Namen der hinduistischen Göttin Parvati. Der 6633 m hohe Berg liegt an der Grenze der Distrikte Lahaul und Spiti und Kullu. Er befindet sich in der Himalaya-Hauptkette. Der Bara-Shigri-Gletscher hat sein Nährgebiet an der Nordflanke des Berges. An der Südflanke strömt der Dibibokrigletscher nach Süden zum Parbatital.
Am 10. Juni 1968 wurde der Parbati von einer italienischen Expedition (Marino Tremonti, Ferdinando Gaspard, Armando Perron, Claudio
Zardini und Lorenzo Lorenzi) erstbestiegen. Sie erreichte den Gipfel über die Ostschulter vom Dibibokri Col.